# Dysmachus bifurcus
Dysmachus bifurcus là một loài ruồi trong họ Asilidae. Dysmachus bifurcus được Loew miêu tả năm 1848.